# Мейн (лунный кратер)
Кратер Мейн (лат. Main), не путать с кратером Мейн на Марсе, — большой ударный кратер в северной приполярной области видимой стороны Луны. Название присвоено в честь английского астронома Роберта Мэна (1808—1878) и утверждено Международным астрономическим союзом в 1935 г.

## Описание кратера
Ближайшими соседями кратера Мейн являются кратер Джоя на севере-северо-западе; кратер Де Ситтер на востоке и кратер Чаллис примыкающий к юго-западной части кратера Мейн. 

Селенографические координаты центра кратера 80°52′ с. ш. 10°25′ в. д. / 80,87° с. ш. 10,41° в. д., диаметр 47,4 км, глубина 2,3 км.

Кратер Мейн состоит из трех кратеров с общей чашей затопленной и выровненной лавой. Восточная часть вала перекрыта маленьким чашеобразным кратером, в юго-западной части вала, в месте примыкания кратера Чаллис, имеется неширокий проход. Внутренний склон вала узкий и гладкий. Дно чаши ровное, испещрено множеством мелких кратеров большая часть из которых лежит в пределах полосы пересекающей чашу кратера Мейн с юго-запада на северо-восток.

## Сателлитные кратеры
| Мейн | Координаты                                            | Диаметр, км |
| ---- | ----------------------------------------------------- | ----------- |
| L    | 81°26′ с. ш. 22°44′ в. д. / 81,44° с. ш. 22,73° в. д. | 14,3        |
| N    | 82°22′ с. ш. 22°08′ в. д. / 82,36° с. ш. 22,13° в. д. | 11,6        |

## См.также
- Список кратеров на Луне
- Лунный кратер
- Морфологический каталог кратеров Луны
- Планетная номенклатура
- Селенография
- Минералогия Луны
- Геология Луны
- Поздняя тяжёлая бомбардировка